# Aurora Banatului
Aurora Banatului (numită până în 1930 Sommerfrische) a fost o stațiune înființată în anul 1893, situată la cinci kilometri de Anina.
În prezent se mai văd doar ruinele fostei stațiuni.
Aurora Banatului era un fel de sat de vacanță, amenajat pe un deal de la marginea orașului, pentru angajații minelor.